# العلاقات الرواندية اللاوسية
العلاقات الرواندية اللاوسية هي العلاقات الثنائية التي تجمع بين رواندا ولاوس.

## مقارنة بين البلدين
هذه مقارنة عامة ومرجعية للدولتين:
| وجه المقارنة                                              | رواندا                                        | لاوس        |
| --------------------------------------------------------- | --------------------------------------------- | ----------- |
| المساحة (كم2)                                             | 26.34 ألف                                     | 236.80 ألف  |
| عدد السكان (نسمة)                                         | 12.21 مليون                                   | 6.86 مليون  |
| الكثافة السكانية (ن./كم²)                                 | 463.55                                        | 28.97       |
| العاصمة                                                   | كيغالي                                        | فيينتيان    |
| اللغة الرسمية                                             | اللغة الكينيارواندا، لغة إنجليزية، لغة فرنسية | اللغة اللاو |
| العملة                                                    | فرنك رواندي                                   | كيب لاوي    |
| الناتج المحلي الإجمالي (بليون دولار)                      | 9.14 مليار                                    | 16.85 مليار |
| الناتج المحلي الإجمالي (تعادل القوة الشرائية) بليون دولار | 20.46 مليار                                   | 38.71 مليار |
| الناتج المحلي الإجمالي الاسمي للفرد دولار أمريكي          | 697                                           | 1.82 ألف    |
| الناتج المحلي الإجمالي للفرد دولار أمريكي                 | 1.66 ألف                                      |             |
| مؤشر التنمية البشرية                                      | 0.483                                         | 0.575       |
| رمز المكالمات الدولي                                      | +250                                          | +856        |
| رمز الإنترنت                                              | .rw                                           | .la         |
| المنطقة الزمنية                                           | ت ع م+02:00                                   | ت ع م+07:00 |

## منظمات دولية مشتركة
يشترك البلدان في عضوية مجموعة من المنظمات الدولية، منها:
| علم المنظمة | اسم المنظمة                        | تاريخ انضمام رواندا | تاريخ انضمام لاوس |
| ----------- | ---------------------------------- | ------------------- | ----------------- |
|             | مؤسسة التنمية الدولية              | 30 سبتمبر 1963      | 28 أكتوبر 1963    |
|             | يونسكو                             | 7 نوفمبر 1962       | 9 يوليو 1951      |
|             | وكالة ضمان الاستثمار متعدد الأطراف | 27 سبتمبر 2002      | 5 أبريل 2000      |
|             | الأمم المتحدة                      | 18 سبتمبر 1962      | 14 ديسمبر 1955    |
|             | البنك الدولي للإنشاء والتعمير      | 30 سبتمبر 1963      | 5 يوليو 1961      |
|             | منظمة حظر الأسلحة الكيميائية       | ?                   | ?                 |
|             | مؤسسة التمويل الدولية              | 6 نوفمبر 1975       | 29 يناير 1992     |
|             | منظمة الشرطة الجنائية الدولية      | ?                   | ?                 |

## وصلات خارجية
- موقع وزارة الخارجية الرواندية
- موقع وزارة الخارجية اللاوسية